# Археолошки локалитет Цинцар Јанкова улица
Прошло је више од сто година од када трају заштитна и систематска истраживања античког Сингидунума. Нажалост, на почетку 21. века, сазнања о овом граду су и даље површна у односу на наше познавање историје других античких градова који се толико дуго истражују. Једна од чињеница је и та да је над античким Сингидунумом израстао савремени Београд чијом изградњом су уништени ранији културни слојеви.
Антички Сингидунум је представљао важан урбани центар провинције Горње Мезије у 1. веку. Налазећи се на путу између два велика града, Сирмијума и Виминацијума, Сингидунум се развијао као њихова спона. Специфичан стратешки положај је представљао предуслов за настанак урбане структуре града, која се састојала из легијског логора (каструма), насеља и некропола.
Камено утврђење трапезастог облика, димензија око 560м x 330м, на брегу изнад ушћа Саве у Дунав представљало је седиште легије IIII FLAVIAE. Испред легијског логора изграђени су одбрамбени ровови, а изван војног логора настало је цивилно насеље. Насеље се временом ширило и сужавало, тако да се у периоду свог највећег развитка простирало од Патријаршије и Улице Косанчићев венац на западу, преко Улице краља Петра, Узун-Миркове, Студентског трга и простора око Филозофског факултета, идући ка северу и североистоку.
Изван насеља, уз главну комуникацију ка Виминацијуму, настале су две некрополе (североисточна и југоисточна), док је трећа, југозападна, настала на простору од данашње Поп-Лукине улице до Бранковог моста.
Дугогодишња заштитна археолошка истраживања за сада чине темеље будуће слике о Сингидунуму. Због тога је једна велика зона која се простире од Београдске тврђаве до Малог Мокрог Луга стављена под заштиту као археолошко налазиште Антички Сингидунум.

## Археолошки локалитет Цинцар Јанкова - део античког Сингидунума
У оквиру заштићене зоне Античког Сингидунума налази се велики број микро локалитета који су делимично истражени, тако да изградња нових објеката представља и нову наду за склапање целовитије слике о животу становника Сингидунума. Једна од њих је и истраживање на локалитету Цинцар Јанкова улица, односно простору у оквиру блока зграда између улица Цара Уроша, Узун-Миркове, Тадеуша Кошћушка и Цинцар Јанкове. Овај локалитет припада заштићеној зони цивилног насеља Античког Сингидунума.
Сондажна археолошка ископавања и стални надзор обављени су у периоду од 2006. године и са мањим прекидима завршени 2009. године. Одређене делове појединих сонди није било могуће у потпуности истражити јер су културни слојеви уништени укопавањима инфраструктуре 19. и 20. века и остацима објеката са почетка 20. века. На основу резултата свих истраживачких кампања, добијени су значајни подаци о цивилном делу Сингидунума, очуваности културних слојева, њиховом карактеру и садржају. Дебљина културног слоја је од 1.5-5м дубине и обухвата: праисторијски културни слој, културни слој са материјалом ране антике, период изградње каструма, културни слој са материјалом касне антике, културни слој са материјалом из времена 17-19. века.

## Праисторијски културни спој
Најзначајније откриће на истраженом простору представљају остаци некрополе из периода средњег бронзаног доба (1300-900. године пре наше ере). Откривено је 8 урни са остацима спаљених покојника и прилозима, које су припадале већој некрополи на редове. Већина урни је украшена вертикалним канелурама, унутрашњост је испуњена спаљеним костима, а поједине имају и мању урну као поклопац. Од прилога су откривени бронзани прстен, део бронзане наруквице и бронзани предмет непознате намене.
Откриће дела ове некрополе указује да се остаци неког већег насеља овог периода налазе у непосредној околини. Налази фрагмената бронзанодопске керамике на дунавској падини, као и на простору југозападног дела античког каструма, говорили би у прилог томе да су можда постојала чак два насеља у непосредној близини ове некрополе.

## Рана антика
Изнад праисторијског слоја откривени су остаци античке архитектуре и покретног археолошког материјала. Антички слојеви су добрим делом оштећени укопима јама турских хоризоната из раздобља од 17-19. века. На истраженим деловима постоје очувани слојеви из раздобља од друге половине 1. до прве половине 4. века. Садржај античких слојева, поред архитектуре, на читавом
простору чине керамичке посуде, новац, светиљке и бројни предмети за свакодневну употребу.
Значајно откриће представља и пет гробова спаљених покојника, које на основу гробних прилога датујемо у крај 1.века и прву половину 2. века. Три гроба спаљених покојника припадају типу Мала Копашница – Сасе I (гробна јама запечених бочних страна без доњег етажа), имају приближно исту оријентацију северозапад – југоисток, али се разликују по облику гробне раке и димензијама. У једном гробу овог типа откривени су значајни налази: посребрено огледало, две зделице, лончић, крчаг и једна укосница, што указује да је овде сахрањена млађа женска особа.
Два гроба припадају етажним гробовима типа Мала Копашница Сасе II и то су гробови спаљених покојника које чине обичне гробне јаме елипсоидног облика, нагорелих бочних страна и дна.
У једном од њих пронађена су два лакримаријума и један мањи, делимично оштећен балсамаријум. Ова два гроба хронолошки припадају истом периоду као и гробови спаљених покојника који су откривени током претходних истраживања на овом локалитету, а оба типа гробних конструкција откривена су и у југоисточној некрополи Сингидунума.
Како на целом истраженом простору нису констатовани остаци југоисточног бедема римског утврђења, па чак ни трагови његове темељне зоне, претпостављамо да су они уништени изградњом објеката из периода турске доминације.
У једној сонди откривен је укоп за који је истраживањем утврђено да представља одбрамбени ров испред бедема каструма. У испуни рова пронађен је бронзани новчић са краја 3. века, што јасно указује да су бедем и ров били у функцији све до позне антике.

## Позноримски слој
Овом културном слоју припадају остаци једног објекта квадратне основе, чија је темељна зона рађена од ломљеног камена везаног кречним малтером. Југоисточни угао објекта оштећен је укопом јаме са почетка 20. века. Североисточни угао објекта је делимично оштећен изградњом димњака савременог објекта који је страдао у бомбардовању 1941. године. У југозападном углу унутрашњости објекта констатовани су остаци полукружне пећи која се својим задњим делом наслањала на јужни и западни зид објекта. У централном делу основе пећи пронађени су комади бочних зидова пећи на основу којих је утврђено да су зидови пећи имали конструкцију од плетера.
Такође, овом слоју припадају и остаци два зидана канала, као и остаци једне занатске радионице. Утврђено је да један крај канала залази у простор испод ограде дворишта Педагошког музеја, због чега је било немогуће наставити истраживање у том правцу. Остаци овог канала констатовани су и испод савремених објеката (дворишни објекти у Цинцар Јанковој улици број 2).
На простору према улици Цара Уроша откривени су остаци 3 римска канала. Претпостављало се да су ови канали паралелни са бедемом, односно да се налазе унутар бедема римског војног логора. Нажалост, ово није могло бити потврђено јер су каснији објекти 18-20. века уништили темељну зону бедема на траси за коју се претпостављало да овуда пролази.

## Културни слој са материјалом 17-19. века
Археолошка истраживања током кампање 2008/9. године потврдила су, као и у ранијим фазама, постојање културних слојева из епоха турске доминације. На свим истраживаним површинама откривени су остаци културног слоја из раздобља 17-19. века. Ови слојеви изражени су већим отпадним јамама са различитим покретним материјалом, пре свега многобројним фрагментима керамичких посуда за свакодневну употребу, керамичким лулама, свећњацима, остацима предмета од метала и стакла, као и остацима животињских костију, међу којима су највише заступљене кости овце, козе, свиње, говечета, мачке и пса.
У оквиру овог слоја свакако су најзанимљивији остаци једног објекта страдалог у пожару, у оквиру кога је сачуван већи број предмета за свакодневну употребу, као и остаци бунара, чије се дно налазило на 9м дубине.

## Галерија
- Лакримаријуми и балсамаријум
- Лакримаријуми и балсамаријум